# Принцип аргументу
Принцип аргументу — теорема в комплексному аналізі, важливий наслідок основної теореми про лишки.

## Твердження
Нехай C — простий замкнутий контур. Нехай функція f мероморфна в області обмеженій і не має на C ні нулів ні полюсів. Тоді справедлива формула: 
{\displaystyle \oint _{C}{f'(z) \over f(z)}\,dz=2\pi i(N-P)}
де {\displaystyle N} і {\displaystyle P} — кількість нулів і полюсів функції {\displaystyle f} в області обмеженій {\displaystyle C}, з врахуванням кратності.

## Доведення
Якщо точка {\displaystyle z_{0}} є нулем порядку n функції {\displaystyle f} тоді можна записати {\displaystyle f(z)=(z-z_{0})^{n}\phi (z)}, і функція {\displaystyle \phi } є голоморфною в точці {\displaystyle z_{0}} і не дорівнює в ній нулю. Продиференціювавши одержимо 
{\displaystyle f'(z)=(z-z_{0})^{n}\phi '(z)+n(z-z_{0})^{n-1}\phi (z)}
Поділивши на f одержуємо:
{\displaystyle {f'(z) \over f(z)}={\frac {(z-z_{0})^{n}\phi '(z)+n(z-z_{0})^{n-1}\phi (z)}{(z-z_{0})^{n}\phi (z)}}={\frac {\phi '(z)}{\phi (z)}}+{\frac {n}{z-z_{0}}}}.
Отже {\displaystyle {f'(z) \over f(z)}} має простий полюс в точці {\displaystyle z_{0}} і лишок в цій точці рівний:
{\displaystyle Res\left({f'(z) \over f(z)},z_{0}\right)=\lim _{z\to z_{0}}(z-z_{0})\left[{\frac {\phi '(z)}{\phi (z)}}+{\frac {n}{z-z_{0}}}\right]=\lim _{z\to z_{0}}\left[(z-z_{0}){\frac {\phi '(z)}{\phi (z)}}+n\right]=0+n=n,}
що рівно порядку нуля.
Якщо точка {\displaystyle z_{p}} є полюсом порядку m, то {\displaystyle f(z)={\frac {g(z)}{(z-z_{p})^{m}}}} де функція {\displaystyle g(z)} є голоморфною в точці {\displaystyle z_{p}} і не дорівнює в ній нулю.
Подібними до попередніх розрахунків одержимо, що:
{\displaystyle {f'(z) \over f(z)}={\frac {g'(z)}{g(z)}}+{\frac {-m}{z-z_{p}}}}
і лишок в цій точці буде рівним {\displaystyle -m.}
Нехай тепер {\displaystyle z_{0}^{1},\ldots ,z_{0}^{r}} — нулі функції f порядків {\displaystyle n_{1},\ldots ,n_{r}} і {\displaystyle z_{p}^{1},\ldots ,z_{p}^{s}} — полюси функції f порядків {\displaystyle m_{1},\ldots ,m_{s}.} Згідно з попереднім усі ці точки є простими полюсами функції {\displaystyle {f'(z) \over f(z)},} лишки в яких рівні відповідно {\displaystyle n_{1},\ldots ,n_{r}} і {\displaystyle -m_{1},\ldots ,-m_{s}.} Згідно з основною теоремою про лишки звідси одержується:
{\displaystyle \oint _{C}{f'(z) \over f(z)}\,dz=2\pi i(N-P)}